# Inter Moengotapoe
L'Inter Moengotapoe és un club de futbol surinamès de la ciutat de Moengo.

## Palmarès
- Lliga surinamesa de futbol: 2 
  - 2007, 2008
- Copa President de Surinam de futbol: 1 
  - 2007